# Arizonanatter
Die Arizonanatter (Arizona elegans) ist eine kleine Natternart, die im südlichen Nordamerika vorkommt. Von manchen Autoren wird die Unterart A. elegans occidentalis als eigene Art A. occidentalis angesehen.

## Merkmale
Arizonanattern sind rötlichgelbe bis hellbraune Schlangen mit braunen, schwarz gerandeten Querflecken auf dem Rücken und zwei Reihen kleiner Tupfen auf den Flanken. Mundwinkel und Auge sind durch einen dunklen Schläfenstreifen verbunden. Der Bauch ist einfarbig gelblichweiß. Der Kopf ist länglich mit spitz zulaufender Schnauze und kaum vom Hals abgesetzt. Die Gesamtlänge des mäßig schlanken Körpers beträgt bis zu 125 Zentimeter.
Von der Gattung Pituophis wird die Gattung durch die paarigen Präfrontalia und die meist glatten Dorsalia abgegrenzt. Der Rumpf weist 21 bis 31 schräge Reihen glatter Schuppen in seiner Mitte, 185 bis 241 Ventralschilde und 39 bis 63 Subkaudalschilde und einen ungeteilten Analschild auf.

## Vorkommen

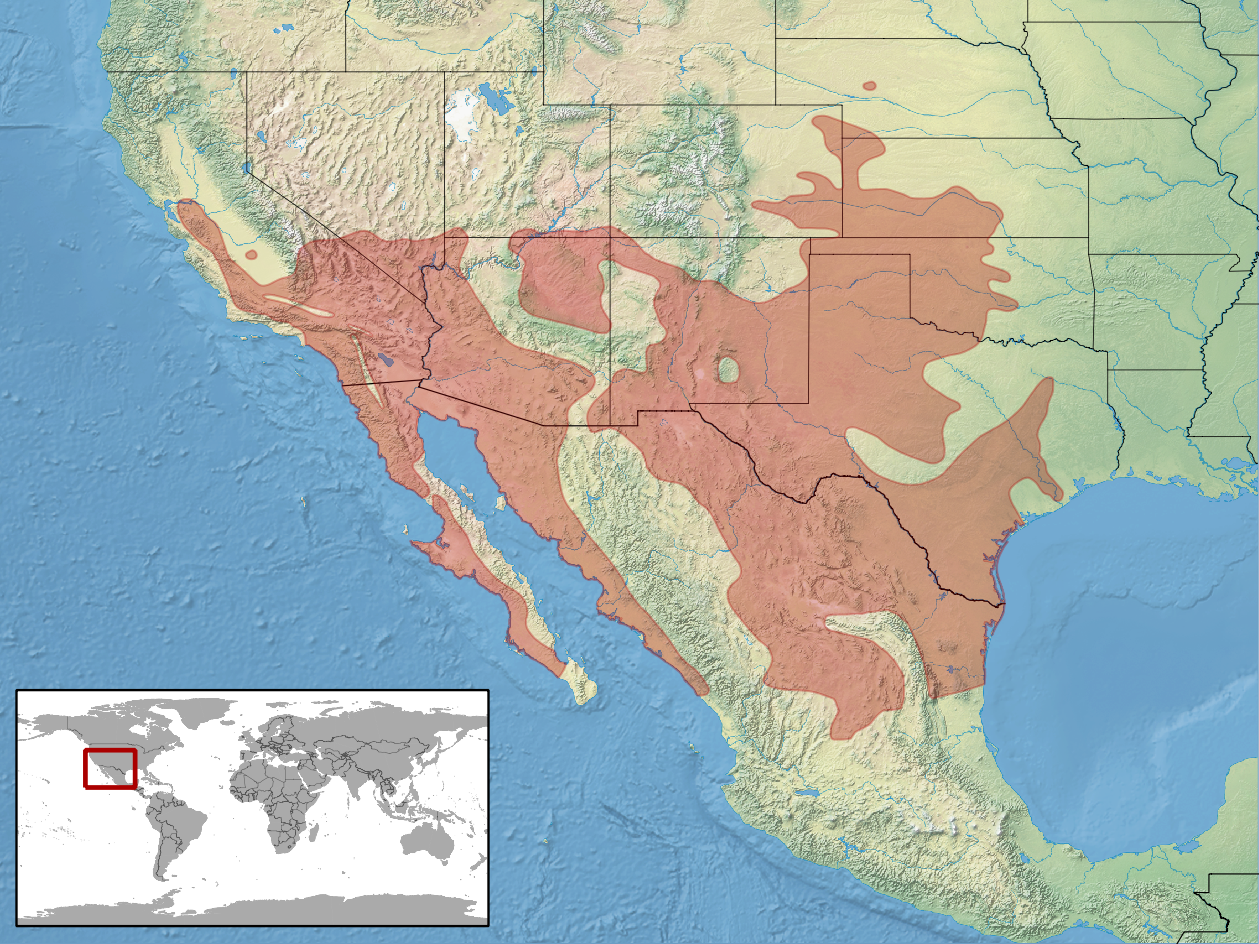
Verbreitungsgebiet nach IUCN

Das Verbreitungsgebiet der Arizonanatter erstreckt sich über den Süden Nebraskas, Oklahoma, Texas, Südkalifornien und Zentralmexiko. Die Art besiedelt verschiedene offene Lebensräume bis zu einer Höhe von 2 200 Metern.

## Lebensweise
Die Art ist vorwiegend nachtaktiv und verbringt den Tag im Erdboden eingegraben oder unter Steinen oder in Kleinsäugerbauten verborgen. Besonders im östlichen Verbreitungsgebiet sind Arizonanattern auch gelegentlich tagsüber anzutreffen. Die Wintermonate werden mit einer vier- bis fünfmonatigen Ruhephase vorwiegend in Nagetierbauten verbracht.
Als Beutetiere dienen vorwiegend kleine Echsen, die nachts während ihrer Ruhephase erbeutet werden. Insbesondere größere Schlangen erbeuten auch kleine Säugetiere, Vögel und Schlangen. Bei Bedrohung reagieren Arizonanattern mit heftigen Vibrationen des Schwanzendes, beißen aber nur extrem selten zu.
Die Paarungszeit liegt im Frühjahr, die Jungtiere schlüpfen etwas mehr als zwei Monate nach Ablage der 3 bis 23 länglichen Eier.

## Gefährdung und Schutzmaßnahmen
Da diese Art noch relativ häufig ist und auch in Schutzgebieten vorkommt, wird sie von der IUCN als  Least Concern (nicht gefährdet) geführt.

## Systematik
Innerhalb der Art Arizona elegans sind acht oder neun Unterarten beschrieben:
- A. elegans blanchardi Klauber, 1946 - 29 bis 31 Dorsalschuppenreihen, langer Schwanz, mit großen Flecken, in Nordtexas, Kansas und Oklahoma
- A. elegans candida Klauber, 1946 – helle Grundfärbung, enge Flecken, häufig paarige Präokularschilde, in Süd-Kalifornien
- A. elegans eburnata Klauber, 1946 – mit kleinen, schmalen Flecken, helle Grundfärbung, in Süd-Kalifornien
- A. elegans elegans Kennicott in Baird, 1859 - 29 bis 31 Dorsalschuppenreihen, langer Schwanz, klar definierte Flecken, in Texas
- A. elegans expolita Klauber, 1946 – wenige Flecken,  27 Reihen von Rückenschuppen, langer Schwanz, in Chihuahua, Mexiko
- A. elegans noctivaga Klauber, 1946 – kurzer Schwanz, große Flecken,  27 Reihen von Rückenschuppen, in Arizona
- A. elegans occidentalis Blanchard, 1924 – mit gestellten, zahlreicheren Rückenflecken, schwächer ausgeprägten Seitenflecken, 27 Reihen von Dorsalschuppen und kurzer Schwanz[3]; teilweise als eigene Art Arizona occidentalis geführt[4], in Kalifornien
- A. elegans pacata Klauber, 1946 – wenige Flecken,  27 Reihen von Rückenschuppen, kurzer Schwanz, in Südkalifornien
- A. elegans philipi Klauber, 1946 – geringe Ventralschildzahl, meist 27 Dorsalschuppenreihen, langer Schwanz, in Neumexiko